# Slavic Cup w biegach narciarskich 2012/2013
Slavic Cup w biegach narciarskich 2012/2013 – kolejna edycja tego cyklu zawodów, zaliczana do Pucharu Kontynentalnego.

## Kobiety

### Kalendarz i wyniki
| Lp  | Data            | Miejscowość          | Dystans              | 1. miejsce           | 2. miejsce           | 3. miejsce                 |
| --- | --------------- | -------------------- | -------------------- | -------------------- | -------------------- | -------------------------- |
| 1.  | 21 grudnia 2012 | Horní Mísečky        | 5 km s. klasycznym   | Agnieszka Szymańczak | Kornelia Kubińska    | Karolína Grohová           |
| 2.  | 22 grudnia 2012 | Horní Mísečky        | 10 km s. dowolnym    | Kornelia Kubińska    | Agnieszka Szymańczak | Antonija Grigorowa-Burgowa |
| 3.  | 2 lutego 2013   | Kubalonka            | Sprint s. klasycznym | Karolína Grohová     | Sandra Schützová     | Emilia Romanowicz          |
| 4.  | 3 lutego 2013   | Kubalonka            | 10 km s. dowolnym    | Sandra Schützová     | Anna Staręga         | Daniela Kotschová          |
| 5.  | 16 lutego 2013  | Szczyrbskie Jezioro  | Sprint s. dowolnym   | Daniela Kotschová    | Justyna Mordarska    | Anna Staręga               |
| 6.  | 17 lutego 2013  | Szczyrbskie Jezioro  | 5 km s. klasycznym   | Martyna Galewicz     | Daniela Kotschová    | Katarina Johansen          |
| 7.  | 2 marca 2013    | Nové Město na Moravě | 2,5 km s. dowolnym   | Daniela Kotschová    | Kate Fitzgerald      | Sophie Caldwell            |
| 8.  | 3 marca 2013    | Nové Město na Moravě | 10 km s. klasycznym  | Kate Fitzgerald      | Sophie Caldwell      | Rosie Brennan              |
| 9.  | 9 marca 2013    | Kremnica - Skalka    | Sprint s. dowolnym   | Petra Nováková       | Agnieszka Szymańczak | Daniela Kotschová          |
| 10. | 10 marca 2013   | Kremnica - Skalka    | 10 km s. klasycznym  | Petra Nováková       | Paulina Maciuszek    | Kornelia Kubińska          |
| 11. | 16 marca 2013   | Zakopane             | 10 km s. klasycznym  | Paulina Maciuszek    | Agnieszka Szymańczak | Petra Nováková             |
| 12. | 17 marca 2013   | Zakopane             | 5 km s. dowolnym     | Agnieszka Szymańczak | Paulina Maciuszek    | Petra Nováková             |

### Klasyfikacja
| Lp. | Zawodnik             | Punkty |
| --- | -------------------- | ------ |
| 1.  | Daniela Kotschová    | 574    |
| 2.  | Agnieszka Szymańczak | 490    |
| 3.  | Martyna Galewicz     | 402    |
| 4.  | Petra Nováková       | 370    |
| 5.  | Karolína Grohová     | 346    |
| 6.  | Anna Staręga         | 339    |
| 7.  | Barbora Klementová   | 325    |
| 8.  | Sandra Schützová     | 322    |
| 9.  | Paulina Maciuszek    | 305    |
| 10. | Eva Segecova         | 304    |

## Mężczyźni

### Kalendarz i wyniki
| Lp  | Data            | Miejscowość          | Dystans              | 1. miejsce     | 2. miejsce       | 3. miejsce        |
| --- | --------------- | -------------------- | -------------------- | -------------- | ---------------- | ----------------- |
| 1.  | 21 grudnia 2012 | Horní Mísečky        | 10 km s. klasycznym  | Lukáš Bauer    | Petr Novák       | Ondřej Horyna     |
| 2.  | 22 grudnia 2012 | Horní Mísečky        | 15 km s. dowolnym    | Ondřej Horyna  | Petr Novák       | Weselin Cinzow    |
| 3.  | 2 lutego 2013   | Kubalonka            | Sprint s. klasycznym | Jan Bartoň     | Ondřej Horyna    | Konrad Motor      |
| 4.  | 3 lutego 2013   | Kubalonka            | 15 km s. dowolnym    | Ondřej Horyna  | Jan Antolec      | Jakub Gräf        |
| 5.  | 16 lutego 2013  | Szczyrbskie Jezioro  | Sprint s. dowolnym   | Jakub Rádl     | Daniel Maka      | Jan Antolec       |
| 6.  | 17 lutego 2013  | Szczyrbskie Jezioro  | 10 km s. klasycznym  | Jiří Horčička  | Jan Antolec      | Sebastian Gazurek |
| 7.  | 2 marca 2013    | Nové Město na Moravě | 3,5 km s. dowolnym   | Jiří Horčička  | Jakub Gräf       | Jan Šrail         |
| 8.  | 3 marca 2013    | Nové Město na Moravě | 15 km s. klasycznym  | Jakub Gräf     | Jan Šrail        | Jiří Horčička     |
| 9.  | 9 marca 2013    | Kremnica - Skalka    | Sprint s. dowolnym   | Maciej Staręga | Jiří Horčička    | Jan Bartoň        |
| 10. | 10 marca 2013   | Kremnica - Skalka    | 15 km s. klasycznym  | Ján Krška      | Dušan Augustiňák | Petr Knop         |
| 11. | 16 marca 2013   | Zakopane             | 15 km s. klasycznym  | Jiří Horčička  | Ondřej Horyna    | Maciej Staręga    |
| 12. | 17 marca 2013   | Zakopane             | 10 km s. dowolnym    | Petr Knop      | Jiří Horčička    | Maciej Staręga    |

### Klasyfikacja
| Lp. | Zawodnik          | Punkty |
| --- | ----------------- | ------ |
| 1.  | Jiří Horčička     | 676    |
| 2.  | Ondřej Horyna     | 549    |
| 3.  | Jan Antolec       | 500    |
| 4.  | Jakub Gräf        | 385    |
| 5.  | Petr Knop         | 341    |
| 6.  | Daniel Maka       | 310    |
| 7.  | Sebastian Gazurek | 310    |
| 8.  | Jan Bartoň        | 254    |
| 9.  | Maciej Staręga    | 252    |
| 10. | Paweł Klisz       | 241    |